# Launac
Launac este o comună în departamentul Haute-Garonne din sudul Franței. În 2009 avea o populație de 1.248 de locuitori.

## Evoluția populației
| An        | 1975 | 1982 | 1990 | 1999 | 2006  | 2009  |
| --------- | ---- | ---- | ---- | ---- | ----- | ----- |
| Populație | 516  | 626  | 740  | 963  | 1.138 | 1.248 |

## Monumente

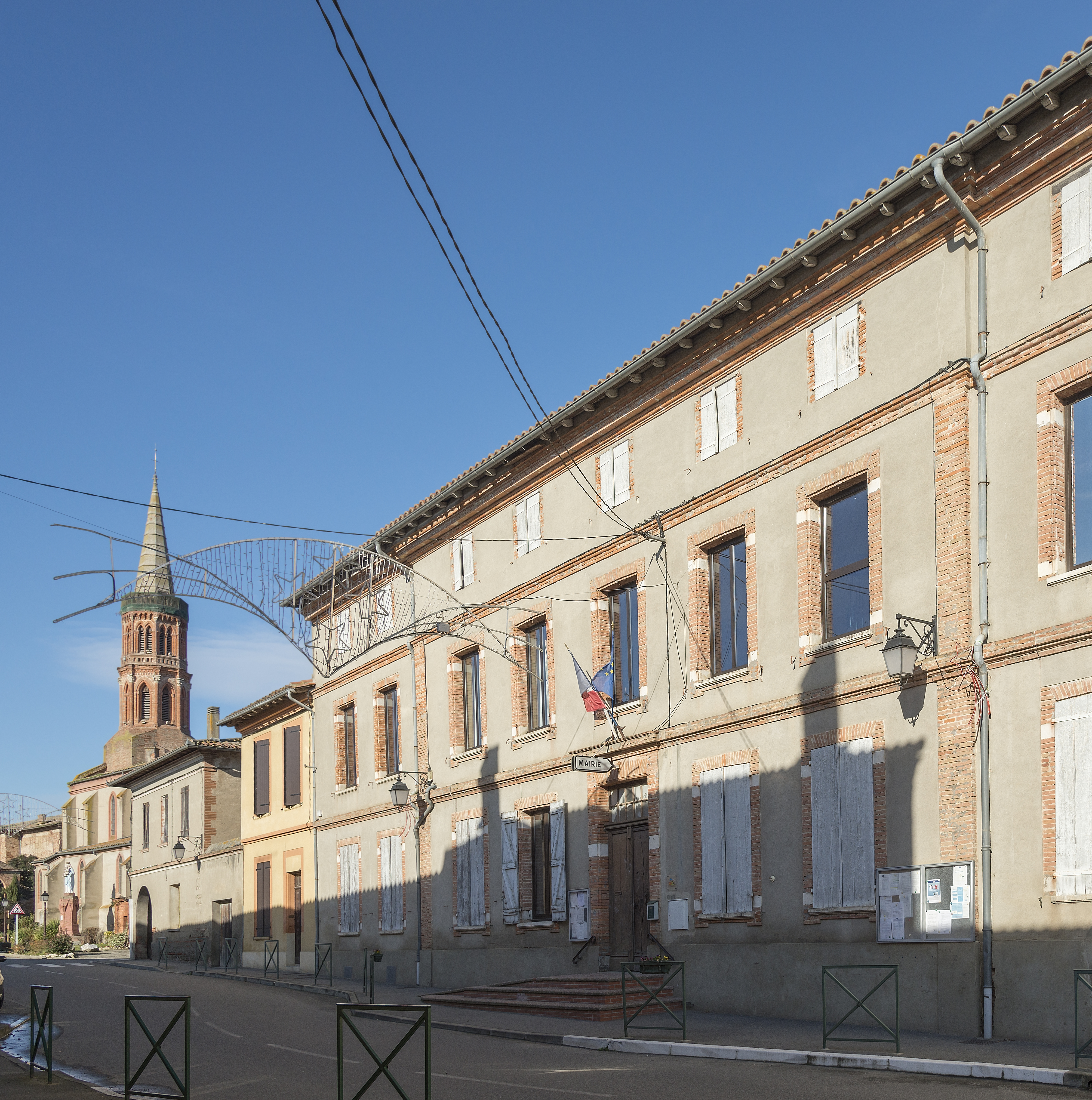
Primărie.
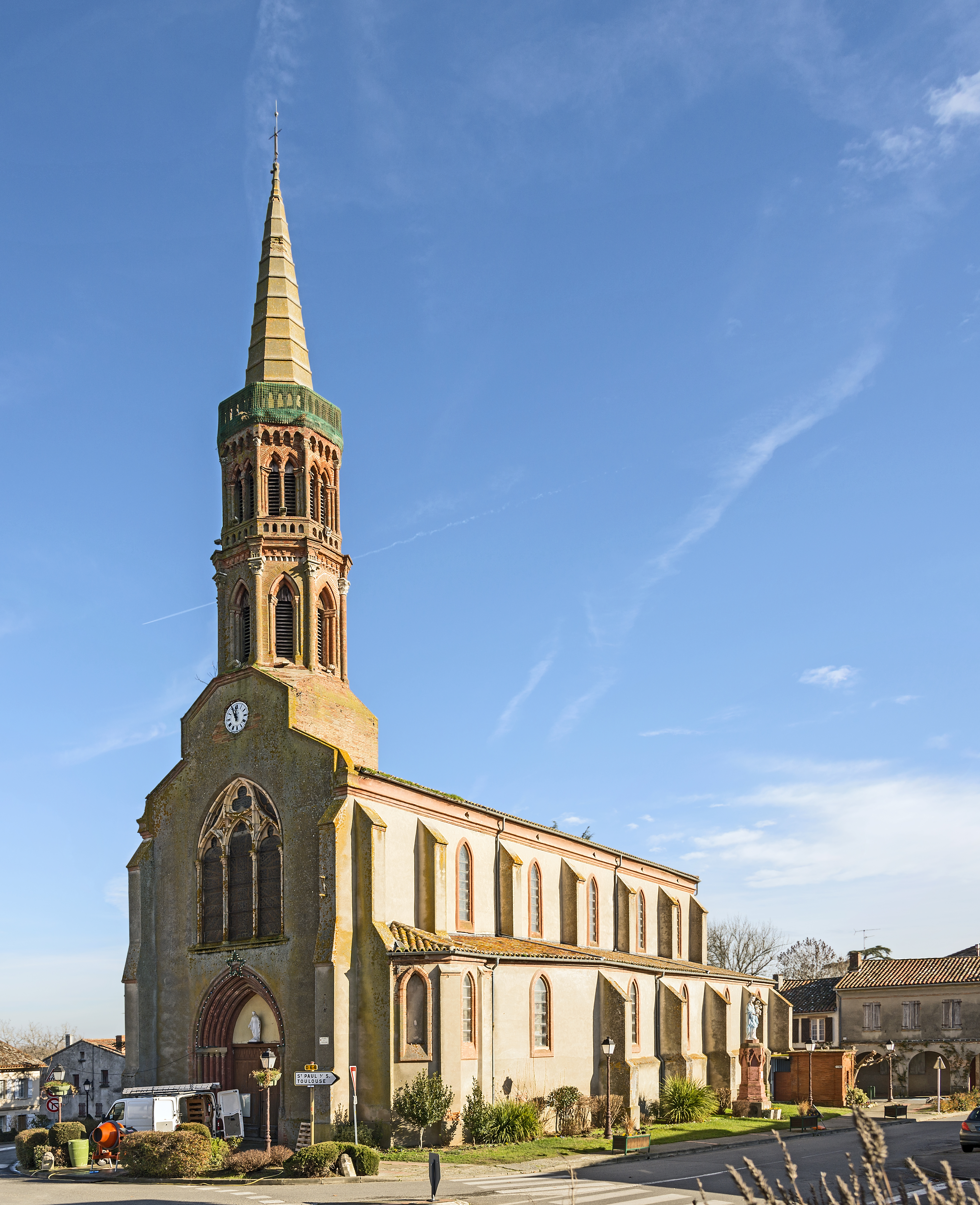
Biserica.
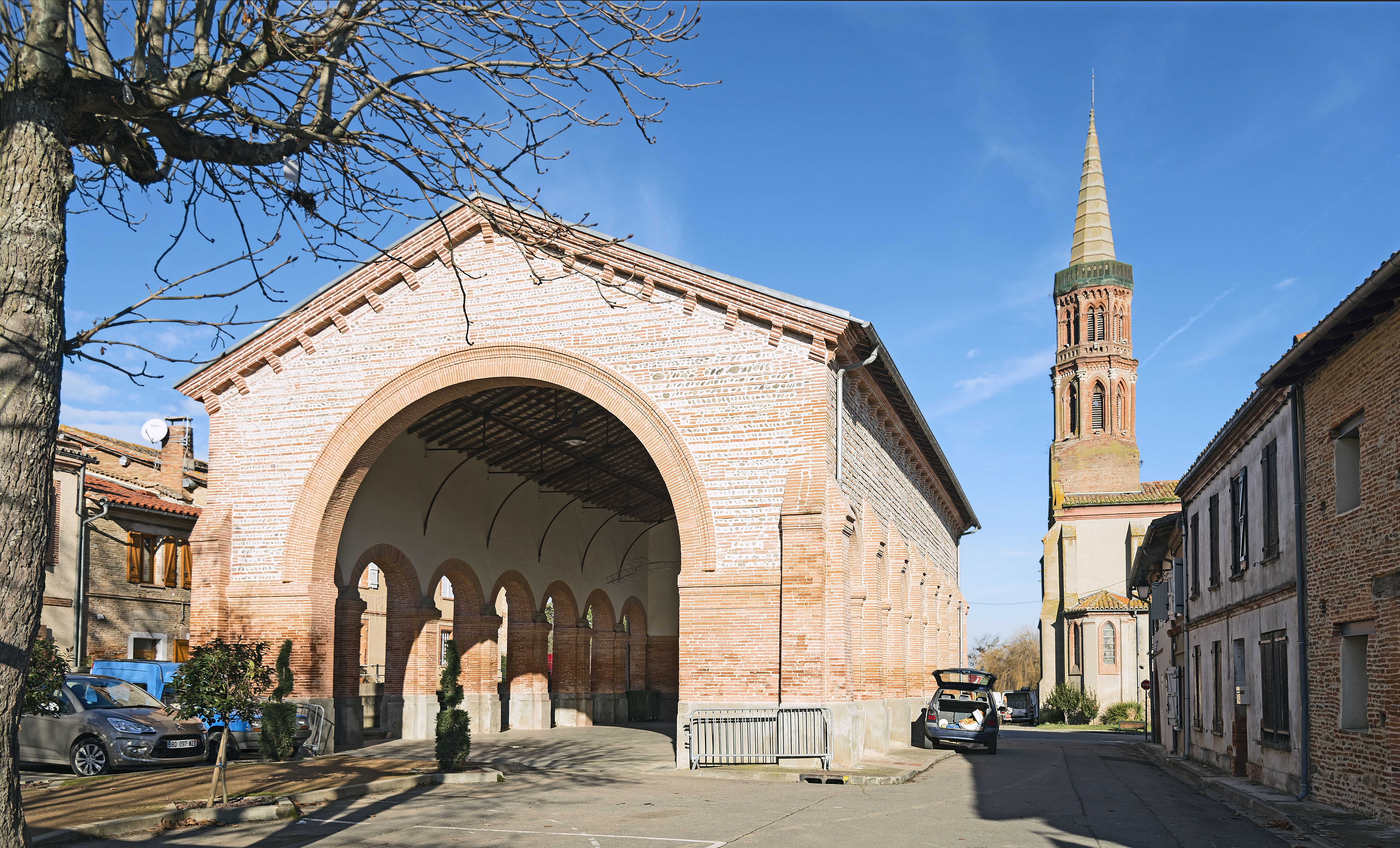
Piata acoperita.
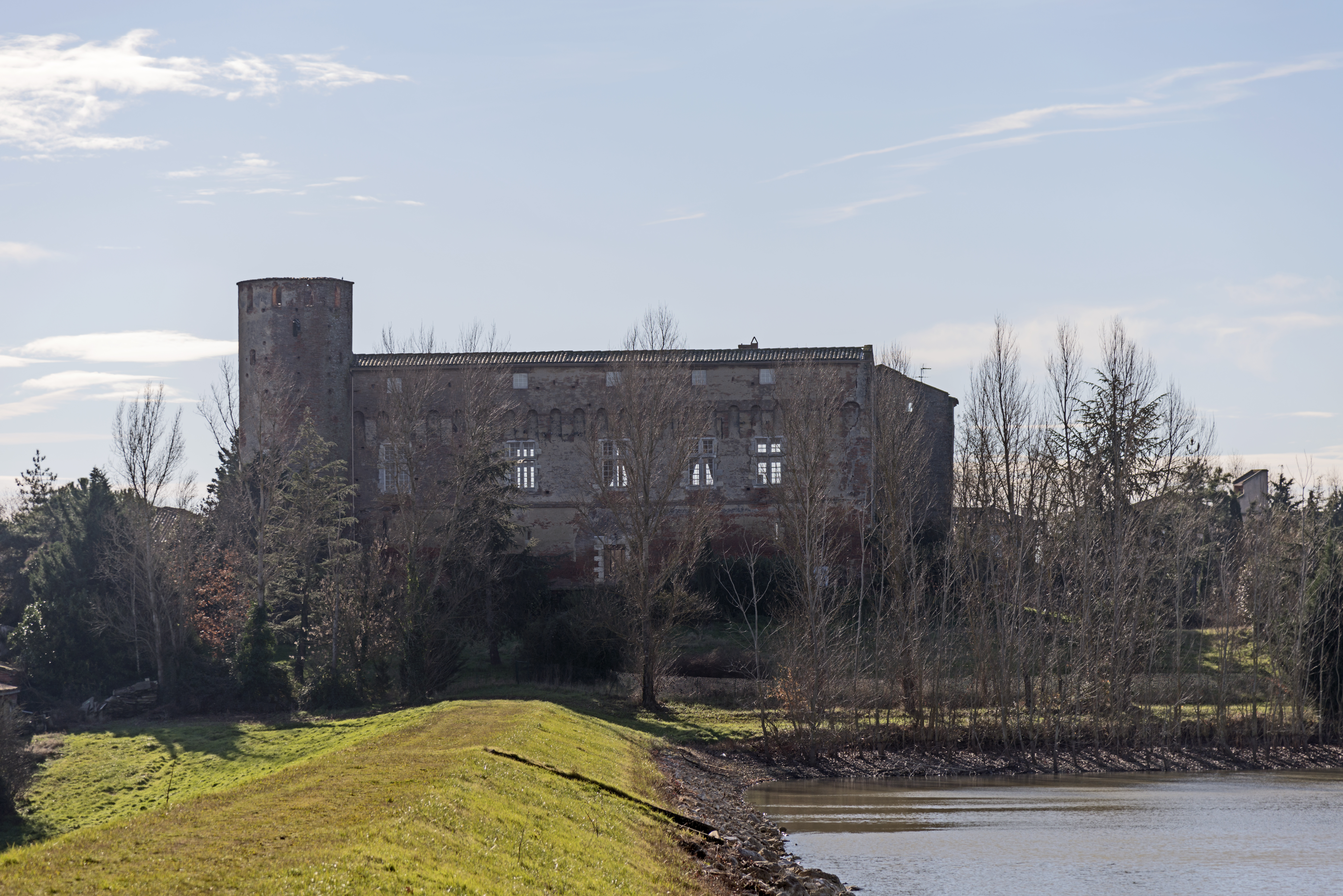
Castel.